# Museo del Mar (Sóller)
El Museo del Mar (en catalán Museu de la Mar) es un museo marítimo que se encuentra en el Puerto de Sóller, en la isla de Mallorca (España). Fue inaugurado el 24 de agosto del 2004 y está concebido como un centro de investigación e interpretación de la historia de Sóller y su puerto en relación con el mar. Se encuentra en el edificio del oratorio de Santa Catalina de Alejandría, situado en una colina de la bocana del puerto. Dispone de sala de exposiciones, un espacio audiovisual, documentación, herramientas para la construcción de barcas tradicionales, elementos diversos relacionados con el mar y maquetas que muestran la vinculación histórica que ha tenido el Puerto de Sóller con el comercio marítimo y la actividad pesquera.
En el patio interior se exponen objetos marítimos como anclas, faluchos o cañones. Se encuentra justo en la entrada del museo. Desde este lugar se puede acceder a un mirador con vista hacia el mar.   